# Bohumil Smolík
Bohumil Smolík (8. dubna 1943, Praha – 29. září 2008) byl československý fotbalista, který hrál na postu levého obránce. Rychlý, důrazný, fotbalově inteligentní, univerzální hráč, který uměl dobře hrát levou i pravou nohou. Jeho zetěm byl fotbalový reprezentant Radek Bejbl.

## Fotbalová kariéra
Ve své kariéře hrál za mužstvo TJ Montáže, odkud roku 1962 přestoupil do pražské Slavie. Za československou reprezentaci nastoupil v 8 utkáních. V Poháru vítězů pohárů nastoupil ve 2 utkáních a v Poháru UEFA nastoupil v 6 utkáních.

## Ligová bilance
| Ročník                                     | Zápasy | Góly | Klub         |
| ------------------------------------------ | ------ | ---- | ------------ |
| 1. československá fotbalová liga 1965/1966 | 25     | 0    | Slavia Praha |
| 1. československá fotbalová liga 1966/1967 | 26     | 0    | Slavia Praha |
| 1. československá fotbalová liga 1967/1968 | 24     | 0    | Slavia Praha |
| 1. československá fotbalová liga 1968/1969 | 26     | 0    | Slavia Praha |
| 1. československá fotbalová liga 1969/1970 | 25     | 0    | Slavia Praha |
| 1. československá fotbalová liga 1970/1971 | 20     | 0    | Slavia Praha |
| 1. československá fotbalová liga 1971/1972 | 24     | 0    | Slavia Praha |
| 1. československá fotbalová liga 1972/1973 | 19     | 0    | Slavia Praha |
| 1. československá fotbalová liga 1973/1974 | 28     | 0    | Slavia Praha |
| 1. československá fotbalová liga 1974/1975 | 15     | 1    | Slavia Praha |
| CELKEM 1. liga                             | 232    | 1    |              |

## Trenérská kariéra
Jako hrající trenér působil ve VTJ Tachov. V letech 1948–1986 byl asistentem Jaroslava Jareše u prvního týmu Slavie.